# Edwardsia vegae
Edwardsia vegae is een zeeanemonensoort uit de familie Edwardsiidae.
Edwardsia vegae is voor het eerst wetenschappelijk beschreven door Carlgren in 1921.